# Arild Andresen
Arild Inge Andresen (Oslo, 1º dicembre 1928 – Oslo, 27 dicembre 2008) è stato un calciatore norvegese, di ruolo portiere.

## Carriera

### Club
Andresen vestì la maglia del Vålerengen. Debuttò in campionato nel 1948 e si ritirò nel 1954.

### Nazionale
Disputò una partita per la Norvegia. Esordì il 24 settembre 1950, in occasione della sconfitta per 1-3 contro la Svezia, subentrando a Øivind Johannessen.